# Antoni Pous i Palau
Antoni Pous i Palau (Sabadell, 21 de desembre de 1870 - Barcelona, 12 de febrer de 1959) fou un escenògraf i aquarel·lista català.

## Biografia
Antoni Pous procedia d'una família humil. Va estudiar a l'Acadèmia de Belles Arts de Sabadell. Gràcies a unes beques, entre 1893 i 1895 va poder estudiar a l'Escola de Belles Arts de Barcelona (Escola de la Llotja), amb els professors Antoni Caba, Modest Urgell i Lluís Rigalt. L'any 1895 va obtenir una borsa de viatge de l'Escola de la Llotja per ampliar estudis.
Va ser deixeble de l'escenògraf Francesc Soler Rovirosa i soci de Frederic Brunet i Fita.
A finals del segle xix va tenir una participació molt activa a les principals exposicions d'art que es van fer a Barcelona i Madrid.
L'any 1903 va obtenir un diploma honorari en el concurs de còpies de l'Exposición de Arte Antiguo. Uns anys més tard, l'any 1911, va obtenir la medalla de segona classe de la secció d'escenografia de la VI Exposició Internacional d'Art de Barcelona.
Amb una beca de l'Ajuntament de Sabadell, el 1900 va viatjar a l'Exposició Universal de París.
Figura entre els artistes que l'any 1915 van participar en la contraexposició de caràcter acadèmic que l'Acadèmia de Belles Arts de Sabadell va organitzar a l'antic teatre de la Lliga Regionalista, com a resposta i confrontació amb les idees de l'exposició Art Nou Català que simultàniament es presentava a la ciutat.
El 29 de novembre del 1959 Sabadell li concedí la Medalla d'Argent de la Ciutat.
El Museu d'Art de Sabadell conserva obra d'aquest pintor.

## Exposicions

### Exposicions individuals[7]
- 1948. Acadèmia de Belles Arts de Sabadell.[7]
- 1949. Acadèmia de Belles Arts de Sabadell.[7]
- 1950. Acadèmia de Belles Arts de Sabadell.
- 1951. Acadèmia de Belles Arts de Sabadell.
- 1952. Acadèmia de Belles Arts de Sabadell.
- 1953. Acadèmia de Belles Arts de Sabadell.
- 1954. Acadèmia de Belles Arts de Sabadell.
- 1956. Acadèmia de Belles Arts de Sabadell.
- 1957. Acadèmia de Belles Arts de Sabadell.
- 1958. Acadèmia de Belles Arts de Sabadell.
- 1959. Acadèmia de Belles Arts de Sabadell.

### Exposicions col·lectives[8]
- 1889. Exposició de l'Acadèmia de Belles Arts de Sabadell. Ateneu Sabadellenc. Obres: dos paisatges.[9]
- 1894. II Exposició de Belles Arts. Palau de Belles Arts, Barcelona. Obra: Parque de Barcelona (núm. cat. 480).
- 1897. XIV Exposición extraordinaria de Bellas Artes. Sala Parés, Barcelona.
- 1897. Exposición General de Bellas Artes, Madrid. Obres: Alrededores de Sabadell.[4]
- 1898. IV Exposición de Bellas Artes e Industrias Artísticas. Palau de Belles Arts, Barcelona. Obres: Dubtant (núm. cat. 218) i Sol Ponent (núm. cat. 276),
- 1898. XV Exposición extraordinaria de Bellas Artes. Sala Parés, Barcelona.
- 1915. Exposició 1915. Acadèmia de Belles Arts de Sabadell, antic teatre Lliga Regionalista de Sabadell.[10]
- 1917. Exposició de pintura local. Acadèmia de Belles Arts de Sabadell.
- 1920. Exposició d'Art. Palau de Belles Arts, Barcelona.
- 1921. Acadèmia de Belles Arts de Sabadell.[11]
- 1922. Acadèmia de Belles Arts de Sabadell.[12]
- 1923. Acadèmia de Belles Arts de Sabadell.[13]
- 1932. Agrupació d'Aquarel·listes de Catalunya. Galeries Laietanes, Barcelona.
- 1942. Acadèmia de Belles Arts de Sabadell.[7]
- 1943. Acadèmia de Belles Arts de Sabadell.[7]
- 1949. Acadèmia de Belles Arts de Sabadell.[7]
- 1950. Acadèmia de Belles Arts de Sabadell.[7]
- 1955. Segon Saló Biennal de Belles Arts. Caixa d'Estalvis de Sabadell.[7]
- 1956. Les primeres passes de la cultura a Sabadell. Acadèmia de Belles Arts de Sabadell.[7]